# Bocca Chiavica
Bocca Chiavica is een kleine plaats (frazione) in de Italiaanse gemeente Commessaggio, provincie Mantova.